# 388 v.Chr.
Het jaar 388 v.Chr. is een jaartal volgens de christelijke jaartelling. 

## Gebeurtenissen

### Griekenland
- Agesipolis I van Sparta trekt plunderend met een Spartaans leger door Argolis.
- Thrasybulus weet met steun van Mytilini de Spartaanse legermacht op Lesbos te verslaan. De Griekse steden aan de Egeïsche Zee worden verplicht om schatting te betalen aan Athene. Tijdens een rooftocht wordt hij in zijn legertent door de lokale bevolking vermoord.
- De Atheense generaal Chabrias wordt met 800 peltasten naar Cyprus gestuurd, om Euagoras I van Salamis in zijn expansiedrift te ondersteunen.
- Agesilaüs II van Sparta sluit een alliantie met Artaxerxes II van Perzië.
- Dionysius I van Syracuse belooft militaire hulp te geven.
- Aristophanes schrijft Plutus.

## Geboren
- Heraklides, Grieks astronoom (jaartal bij benadering)

## Overleden
- Aristophanes (~446 v.Chr. - ~388 v.Chr.), Grieks satyrisch dichter (58)
- Thrasybulus (~440 v.Chr. - ~388 v.Chr.), Atheens veldheer en staatsman (52)